# Doona!
Doona! (이두나!?, I Du-na!LR; lett. "Lee Doona!") è una serie televisiva sudcoreana distribuita su Netflix il 20 ottobre 2023, adattamento dell'omonimo webtoon di Min Song-ah.

## Trama
Lee Won-jun, uno studente di ingegneria civile, si trasferisce a Seul per frequentare l'università. Il piano terra della casa condivisa in cui va a vivere è abitato da Lee Doona, un'ex-idol che si è appena ritirata dall'industria dell'intrattenimento, la quale gli propone di diventare amici. Con il tempo, Won-jun se ne innamora.

## Episodi
| N° | Titolo originale | Titolo italiano               | Prima TV originale | Prima TV italiana |
| -- | --- | ----------------------------- | ------------------ | ----------------- |
| 1  | 어떤 변수?, Eotteon byeonsuLR                                                                                              | Un colpo di scena inaspettato | 20 ottobre 2023    | 20 ottobre 2023   |
| 2  | 서로 알아가는 단계?, Seoro ar-aganeun dan-gyeLR; lett. "Conoscersi"                                                        | Conoscendosi                  | 20 ottobre 2023    | 20 ottobre 2023   |
| 3  | 봄바람?, BombaramLR | Brezza primaverile            | 20 ottobre 2023    | 20 ottobre 2023   |
| 4  | 돌연히 (Inesperado)?, Dor-yeonhiLR                                                                                         | L'inaspettato                 | 20 ottobre 2023    | 20 ottobre 2023   |
| 5  | 친구 사이에서 할 수 있는 일?, Chin-gu sa-i-eseo hal su inneun ilLR; lett. "Le cose che si fanno tra amici"                 | Bacio senza importanza        | 20 ottobre 2023    | 20 ottobre 2023   |
| 6  | Twilight Zone | Zona grigia                   | 20 ottobre 2023    | 20 ottobre 2023   |
| 7  | 화, 해?, Hwa, haeLR; lett. "Riconciliarsi"                                                                                 | Chiarire le cose              | 20 ottobre 2023    | 20 ottobre 2023   |
| 8  | 최대한 뻔하고, 대단하지 않은?, Choedaehan ppeonhago, daedanhaji anh-eunLR; lett. "Il più ovvio e insignificante possibile" | Tipico e ordinario            | 20 ottobre 2023    | 20 ottobre 2023   |
| 9  | 이두나!?, I Du-na!LR; lett. "Lee Doona!"                                                                                   | Doona!                        | 20 ottobre 2023    | 20 ottobre 2023   |

## Personaggi e interpreti

### Personaggi principali
- Lee Doona, interpretata da Suzy, doppiata da Mariagrazia Cerullo
Voce principale e volto del girl group Dream Sweet.
- Lee Won-jun, interpretato da Yang Se-jong, doppiato da Alberto Franco
Studente universitario di buon cuore.

### Personaggi secondari
- Kim Jin-ju, interpretata da Ha Young, doppiata da Luisa D'Aprile
La ragazza per cui Won-jun aveva una cotta quando andava al liceo.
- Goo Jeong-hoon, interpretato da Kim Do-wan, doppiato da Giorgio Paoni
Coinquilino di Won-jun.
- Seo Yun-taek, interpretato da Kim Min-ho, doppiato da Sacha Pilara
Coinquilino di Won-jun.
- Kook Su-jin, interpretato da Joo Yeon-woo, doppiato da Liam Oliveri Orioles
Amico di Won-jun e fan di Doona.
- Choi I-ra, interpretata da Park Se-wan, doppiata da Veronica Cuscusa
Amica d'infanzia di Won-jun che si trasferì in Sudamerica durante le scuole elementari.
- Madre di Doona, interpretata da Kim Sun-young
- Park In-wook "P", interpretato da Lee Jin-wook
Ex-manager di Doona.
- Componenti delle Dream Sweet, interpretate da Go Ah-sung, Simiz e Rian delle La Chica, e Janet Suhh

## Produzione

### Casting
Il 10 marzo 2022 Sports Chosun ha riportato in esclusiva che Suzy avrebbe interpretato la protagonista nell'adattamento televisivo di Lee Doona!, un fumetto online di Min Song-ah serializzato su Naver Webtoon dal 2019. La sua agenzia Management Soop ha quindi dichiarato in una nota che stava ancora prendendo in considerazione l'offerta. Suzy, una delle celebrità a cui Min si è ispirata nel disegnare Doona, era stata precedentemente menzionata dai fan dell'opera originale come attrice ideale per interpretarla grazie alla somiglianza con il personaggio e al suo passato da idol, e il regista Lee Jeong-hyo l'ha contattata perché non riusciva a pensare a nessun'altra per il ruolo.
Il successivo 20 aprile è stato annunciato che Yang Se-jong stava valutando la parte del protagonista maschile; nel caso avesse accettato, sarebbe stato il suo primo ruolo attoriale dopo il congedo dal servizio militare, avvenuto a novembre 2021. Il 6 ottobre Go Ah-sung e le componenti delle La Chica sono state scritturate come comparse speciali, il 18 ottobre è stata confermata l'apparizione, in un ruolo non specificato, di Lee Jin-wook, che aveva già lavorato con il regista Lee Jeong-hyo in Romance-ga pir-yohae 2012, mentre il 16 febbraio 2023 SpoTV News ha battuto in esclusiva che Park Se-wan era entrata nel cast. Il coinvolgimento di Ha Young e Kim Do-wan è stato reso noto pochi giorni prima della messa in onda. Anche Lee Yu-bi era stata in trattative per entrare nel cast, ma non è poi apparsa.
Netflix ha confermato il casting di Suzy e Yang Se-jong il 12 dicembre 2022. Suzy ha raccontato di aver sentito un particolare attaccamento nei confronti di Doona, che le ha rammentato i giorni trascorsi come idol nonostante abbiano avuto esperienze diverse. È stata sua l'idea di darle un taglio Hime al posto dell'acconciatura lunga e mossa del webtoon che Suzy stessa aveva sfoggiato in altri progetti, ritenendo che la nuova pettinatura si adattasse al carattere eccentrico del personaggio.

### Riprese
Le riprese sono durate da luglio 2022 al 20 febbraio 2023. A ottobre 2022, Suzy, Go Ah-sung, Simiz, Rian e Janet Suhh sono volate in Giappone con la troupe per registrare l'esibizione delle Dream Sweet sul palco del Kcon.

### Distribuzione
Il 17 gennaio 2023 è stato annunciato che Doona! sarebbe uscito su Netflix nel corso del quarto trimestre. Dopo aver inizialmente dichiarato a luglio che la data del 20 ottobre non era ancora definitiva, la piattaforma l'ha confermata il 21 settembre caricando contemporaneamente un video teaser.

## Colonna sonora
1. Suzy – Ordinary Days (보통의 날?, Botong-ui nalLR) – 3:14 (testo: Nam Hye-seung, Kim Kyung-hee – musica: Nam Hye-seung)
2. Big Naughty – Daylight – 3:29 (testo: Nam Hye-seung, Kim Kyung-hee – musica: Nam Hye-seung)
3. Dvwn – Still – 3:24 (testo: Nam Hye-seung, Kim Kyung-hee – musica: Nam Hye-seung)
4. Kwon Jin-ah – The Universe (너의 우주?, Neo-ui ujuLR; lett. "Il tuo cosmo") – 3:40 (testo: Nam Hye-seung, Kim Kyung-hee – musica: Nam Hye-seung)
5. Seori – Full Moon – 4:03 (testo: Nam Hye-seung, Kim Kyung-hee – musica: Nam Hye-seung)
6. Kim Kyung-hee – Violet – 3:50 (testo: Nam Hye-seung, Kim Kyung-hee – musica: Nam Hye-seung)
7. Dream Sweet – The Whispering Spell (네 꿈에 숨어 들어가?, Ne kkum-e sum-eo deur-eogaLR; lett. "Nascondersi nei tuoi sogni") – 3:13 (testo: Nam Hye-seung, Kim Kyung-hee – musica: Nam Hye-seung)
8. Janet Suhh e Will Bug – La papa loom pow – 1:24 (testo: Nam Hye-seung, Jello Ann – musica: Nam Hye-seung)
9. Suzy – Undercover – 3:01 (testo: Nam Hye-seung, Kim Kyung-hee – musica: Nam Hye-seung)
10. Will Bug – Fake (feat. UJM) – 1:39 (testo: Nam Hye-seung, Kim Kyung-hee, UJM – musica: Nam Hye-seung)
11. Suzy – Ordinary Days (보통의 날?, Botong-ui nalLR) (Live Band Ver.) – 3:21 (testo: Nam Hye-seung, Kim Kyung-hee – musica: Nam Hye-seung)
12. Lee So-young – Cute Devil (귀여운 악마?, Gwi-yeo-un angmaLR) – 0:51 (musica: Lee So-young)
13. Nam Hye-seung e Go Eun-jung – Whispers in Your Heart (네 마음에 불던 바람?, Ne ma-eum-e buldeon baramLR) – 1:29 (musica: Nam Hye-seung, Go Eun-jung)
14. Nam Hye-seung e Go Eun-jung – Rain and the Bycicle (비 그리고 자전거?, Bi geurigo jajeon-geoLR) – 2:24 (musica: Nam Hye-seung, Go Eun-jung)
15. Nam Hye-seung e Go Eun-jung – Us on a Midsummer Night (한여름 밤의 우리는?, Han-yeoreum bam-ui urineunLR) – 1:18 (musica: Nam Hye-seung, Go Eun-jung)
16. Nam Hye-seung e Go Eun-jung – First Encounter (첫만남?, CheonmannamLR) – 1:26 (musica: Nam Hye-seung, Go Eun-jung)
17. Lee So-young – Soulmate (소울메이트?, So-ulme-iteuLR) – 0:49 (musica: Lee So-young)
18. Nam Hye-seung e Go Eun-jung – Wonjun's Journey (원준의 발걸음?, Wonjun-ui balgeor-eumLR) – 0:50 (musica: Nam Hye-seung, Go Eun-jung)
19. Nam Hye-seung e Park Sang-hee – Lost Heart (잃어버린 마음?, Irh-eobeorin ma-eumLR) – 1:18 (musica: Nam Hye-seung, Park Sang-hee)
20. Nam Hye-seung e Go Eun-jung – Shared House (셰어하우스?, Sye-eoha-useuLR) – 2:13 (musica: Nam Hye-seung, Go Eun-jung)

Durata totale: 46:56

## Accoglienza

### Critica
Lee Min-ji di Newsen ha ritenuto che "ciò che risalta di più in questo drama è la complessità del personaggio di Lee Doona", descritta come "eccentrica e schietta, ma anche con un lato oscuro", e ha apprezzato la recitazione di Suzy, che ne ha "interpretato i lati complessi con stabilità". Jang Soo-jung ha espresso un'opinione simile su Dailian, ritenendo che "Suzy, che interpreta l'allegra Lee Doona, è perfetta, come se il personaggio fosse fatto apposta per lei. [...] Dà vita a Lee Doona in modo così convincente che non puoi fare a meno di chiederti, Chi altro avrebbe potuto interpretare Lee Doona se non Suzy?"; ha invece reputato Won-jun "alquanto piatto" in confronto, ma ben interpretato da Yang Se-jong. Sulla trama ha scritto che l'opera "mostra lo sviluppo standard di un drama sentimentale con gli idol. [...] Tuttavia, usando attivamente i luoghi comuni, ha il fascino di una serie romantica, divertente seppur prevedibile". Jeong Seung-min di MHN Sports ha apprezzato come Suzy abbia espresso il cambiamento avvenuto in Doona dopo aver aperto il proprio cuore a Won-jun e la chimica tra gli attori protagonisti, ma ha anche scritto che la serie "per certi versi può essere infantile" e "sembrare simile a un tipico drama giovanile o a un webdrama che descrive la vita nel campus". Choi Ha-na di TVDaily ha criticato il drama, affermando che abbia una trama scontata poiché si concentra solo sulla storia tra Doona e Won-jun (nel webtoon, invece, egli è indeciso tra lei, I-ra e Jin-ju) e i personaggi secondari non hanno alcuna funzione fuorché quella di "damigelle d'onore" dei protagonisti. Nonostante i difetti, ha lodato la recitazione di Suzy, che "ha interpretato ogni momento di Doona con la giusta dose di intensità, senza mai esagerare né deludere", ritenendola una ragione sufficiente per guardare la serie. Il giornalista Kim Jun-mo di OhmyNews l'ha definito "noioso" poiché "a parte Suzy, l'opera manca di parti memorabili".
Joel Keller di Decider ha scritto che "Doona! è un K-drama romantico abbastanza standard in molti modi, ma la dinamica aggiuntiva di un ragazzo normale e una star K-pop depressa che s'innamorano rende le cose giusto un pochino più interessanti". Joanne Soh ha assegnato 3 stelle su 5 nella sua recensione per The Straits Times, identificando la chimica tra Doona e Won-jun, la fotografia e la trattazione dei problemi della protagonista con la salute mentale come punti di forza del programma, ma ha trovato che fosse "stranamente lento" rispetto al webtoon. Per Geoffrey Bunting di Rolling Stone, Doona! "[tesse] una narrazione complicata ma riconoscibile sulla perdita e sull'amore. In superficie, è a suo agio con i drama contemporanei stereotipati, e tuttavia ne rappresenta una deviazione sorprendente". Ha apprezzato il modo in cui "costruisce una comunità attorno a Lee Doo-na per tirarla fuori dall'isolamento e aiutarla a riscoprirsi", e l'ha definito "uno show sul lasciar andare — sul disfarsi di vecchie vite, amori passati e identità precedenti" che "naviga con destrezza attraverso le complessità del dolore e, per quanto avvolto in cliché da K-drama, è sorprendemente umano".

### Pubblico
Nel giorno della sua uscita, Doona! ha raggiunto il primo posto nella classifica delle serie TV più viste su Netflix a Hong Kong, Taiwan e Singapore, e in Indonesia, Giappone, Malaysia, Qatar e Vietnam, mentre in Corea del Sud è apparso secondo; è stato inoltre il sesto programma televisivo più popolare in patria su tutte le piattaforme streaming, e lo show più discusso sui social network sudcoreani della settimana.

## Riconoscimenti
- Asian Pop Music Award[34]
  - 2023 – Candidatura Miglior colonna sonora straniera a Suzy per Ordinary Days
- Fundex Award[35]
  - 2023 – Candidatura Miglior attrice in un drama OTT a Suzy